# Loculla rauca
Loculla rauca là một loài nhện trong họ Lycosidae.
Loài này thuộc chi Loculla. Loculla rauca được Eugène Simon miêu tả năm 1910.